# Rabaul
Pour les articles homonymes, voir Rabaul (homonymie).
Rabaul est une ville de Nouvelle-Bretagne, la plus grande île de l'archipel Bismarck (Papouasie-Nouvelle-Guinée). Elle fut jusqu'en 1994 la capitale de la partie orientale de l'île. Avec 12 000 habitants, elle est située à 20 kilomètres de la nouvelle capitale provinciale, Kokopo, si bien que cette nouvelle ville et son nouvel aéroport sont souvent appelés « Rabaul ».

## Histoire
À l'époque de la Nouvelle-Guinée allemande, les Allemands en établirent la capitale dans la ville nouvellement construite de Rabaul, qui signifie mangrove en kuanua (la langue locale) car la ville a été construite sur une ancienne mangrove.
C'est à Rabaul que débarquent 1 500 soldats australiens en 1914.
Après la Première Guerre mondiale, la Nouvelle-Guinée orientale fut attribuée au Royaume-Uni et Rabaul devint la capitale du Territoire de la Nouvelle-Guinée, rattaché à l'Australie.

### Seconde Guerre mondiale
Après l'attaque de Pearl Harbor, il était évident que la Nouvelle-Guinée serait bientôt attaquée. En décembre 1941, l'ensemble des femmes et des enfants blancs furent évacués de la ville. En janvier 1942, un premier bombardement par le Japon annonçait l'invasion prochaine.

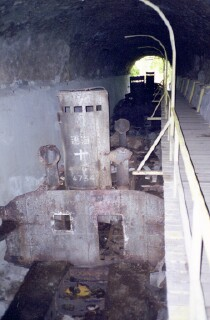
Barges de débarquement japonaises dans un des tunnels de Rabaul.

Après l'occupation, les Japonais installèrent à Rabaul une base importante qui devint en outre le quartier général de la 17e armée. Des kilomètres de tunnels furent creusés pour protéger les installations et, en 1943, il y avait environ 110 000 soldats japonais à Rabaul. 
Le 18 avril 1943, l'avion de l'amiral Isoroku Yamamoto, de la Marine impériale japonaise et architecte de l'attaque japonaise sur Pearl Harbor, fut abattu par des chasseurs américains après avoir décollé de Rabaul. Son itinéraire était connu parce que les Américains avaient, à ce moment-là, déchiffré les codes japonais.
Plutôt que d'attaquer directement Rabaul, les Alliés choisirent de neutraliser la base navale japonaise. Ils établirent, au fur et à mesure de leurs conquêtes, un réseau de bases qui coupa Rabaul de ses lignes de ravitaillement et soumirent la ville à un pilonnage intensif. Du 5 au 11 novembre 1943, les Américains lancèrent des raids aériens à partir de leurs porte-avions pour empêcher une contre-attaque navale japonaise alors que les GI débarquaient au cap Torokina (Bougainville). Ces raids infligèrent de lourdes pertes à la flotte japonaise et mirent fin à l'importance de Rabaul comme base navale. Devenue inutile, coupée de ses renforts et sous les attaques incessantes de l'opération Cartwheel, elle se rendit à la fin de la guerre en août 1945, alors que la famine y sévissait. La ville fut reconstruite après le départ des Japonais et les Australiens y revinrent.
Lors de l'indépendance de la Papouasie-Nouvelle-Guinée, en 1975, Rabaul devint un chef-lieu de district atteignant 30 000 habitants en 1990.

### Éruptions volcaniques

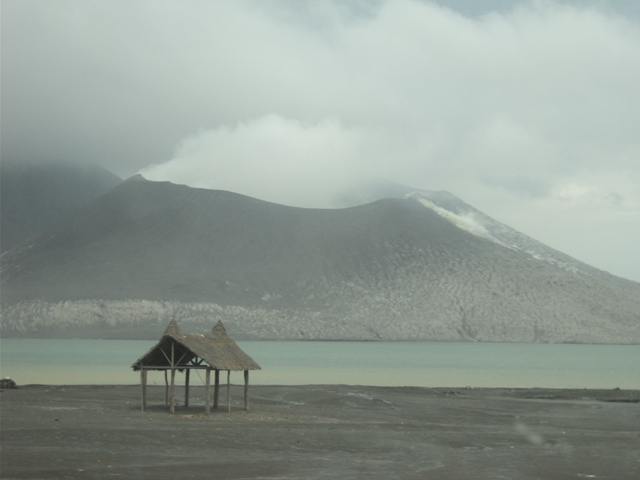
Le Tarvurvur en 2010.

La ville est construite au fond d'un golfe qui est l'ancienne caldeira d'un grand volcan préhistorique: des cônes et cratères secondaires l'encadrent. En 1878, une éruption provoque la naissance d'un volcan dans le port. Une colonne plinienne se forme et les retombées des ponces recouvrent la mer d'une couche de 2 m qui empêche toute navigation. Le 29 mai 1937, deux volcans, le Tavurvur et le Vulcan, entrèrent en éruption et tuèrent 507 personnes en causant d'énormes dégâts.
Après des alertes en 1983 et 1984, le Tavurvur et le Vulcan entrèrent à nouveau en éruption en 1994, détruisant l'aéroport et ensevelissant 80 % de la ville sous les cendres. Grâce au plan d'évacuation, il n'y eut que très peu de morts : quatre personnes victimes des cendres et une foudroyée. C'est alors que la capitale du district fut transférée 20 km plus loin, à Kokopo.

## Personnalités liées à la communauté
- Michael Somare (1936-2021), « père de l’indépendance » de Papouasie-Nouvelle-Guinée.
- John Ribat (1957-), premier cardinal de Papouasie-Nouvelle-Guinée.